# 1592
Cette page concerne l'année 1592  du calendrier grégorien.
L'année 1592 est une année bissextile qui commence un mercredi.

## Événements

### Asie

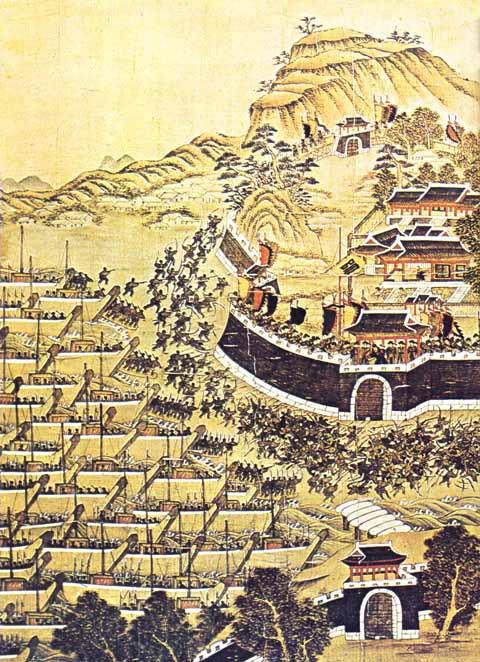
13 avril, La flotte japonaise à l'assaut de Pusan. Des divisions apparaissent parmi l’élite du Choson au XVIe siècle. Pendant cette période de troubles, le Chosŏn est envahi par surprise en avril par les Japonais, qui veulent utiliser la Corée comme base de transit pour conquérir la Chine. Les Chinois doivent envoyer d’énormes forces en Corée. La campagne, qui dure sept ans, laisse la dynastie Ming exsangue.

- 13 avril : débarquement des troupes japonaises à Pusan[1]. Montrant des signes de dérangement mental croissant, Hideyoshi Toyotomi conçoit le projet de conquérir la Chine, et lance l’armée japonaise contre la Corée, ce qui se solde par des contre-attaques chinoises et coréennes. 200 000 japonais débarquent en Corée. Début de la première invasion japonaise de la Corée des Chosŏn (dite guerre de Sept Ans ou guerre Imjin).
- 7-8 mai : bataille navale d'Okpo, première victoire navale de l'amiral coréen Yi Sun-sin sur les Japonais[2].
- Mai : le Britannique James Lancaster atteint le cap Comorin puis l’île de Penang en Malaisie[3].
- 2-11 juin : nouvelle victoire coréenne à la bataille de Dangpo[2].
- 8 juin, Inde : Akbar incorpore l’Orissa à l’empire moghol[4].
- 12 juin : les Japonais prennent Séoul puis Pyongyang (15 juillet[5]) et avancent vers la Mandchourie.
- 14 août et 16 août : victoires navales de Yi Sun-sin à Han-San[6], surnommée la  Salamine de Corée et à Angolpo (16 août)[7].
- 14 août : John Davis découvre les îles Falkland[8].
- 14 octobre : Akbar entre à Srinagar ; le gouvernement du Cachemire est directement soumis à la couronne moghole[4].

- Les Portugais reprennent le contrôle de Mombasa après avoir repoussé une attaque des Ottomans avec l'aide du cheikh de Malindi (1589-1592)[9].
- Les Annamites prennent Hanoï, restaurent la dynastie Lê et unissent le Đại Việt[10].
- Les Japonais détruisent le temple de Beopjusa, l'un des plus beaux de Corée, datant de 553. Ce temple bouddhiste sera reconstruit dans sa forme actuelle en 1624[11].

### Europe
- Gelées à Valence (Espagne)[12].
- Peste dans les bas quartiers de Londres[13].

- 30 janvier : élection du pape Clément VIII (fin de pontificat en 1605)[14].
- 13 mars : Élisabeth Ire d'Angleterre fonde le Trinity College à Dublin[15], chargé de former une élite anglo-irlandaise nourrie des préceptes protestants.
- 18 mars : lettres patentes du roi Sigismond de Pologne qui accordent la protection du souverain à tous ceux qui voudraient se rallier au pape[16].
- 20 mai : élection de Jean Georges de Brandebourg, luthérien, comme administrateur laïc de l'évêché de Strasbourg. Le cardinal de Lorraine est élu évêque par les chanoines catholiques le 9 juin à Saverne[17]. Début de la guerre des évêques (1592-1604). La diète et l’empereur interviennent pour empêcher la sécularisation des bénéfices.
- 5 juin : le presbytérianisme, une forme de calvinisme, est adopté en Écosse par le Parlement[18]. L’assemblée générale des presbytériens réussit à placer les évêques sous la direction du roi, annulant ainsi toutes les tentatives épiscopaliennes.
- 15 juillet-2 décembre 1593 : réunion des Cortes de Tarazona. Ils réduisent la portée des fors de l’Aragon[19].
- Août[20] : le voïévode Alexandre accède au pouvoir en Valachie avec l’aide des Turcs (fin en septembre 1593). Le pays passe sous domination ottomane.
- 13-28 septembre : diète de l’inquisition. La diète de Pologne, menée par le chancelier et hetman Jan Zamoyski, empêche le développement de l’absolutisme[21].
- 17 novembre : mort de Jean III de Suède. Début du règne de Sigismond III Vasa (1566-1632), roi de Suède (fin en 1599). Il arrive à Stockholm le 30 septembre 1593. Fils d’une princesse polonaise catholique, son avènement au trône de Suède provoque une importante crise constitutionnelle[22].
- 2 décembre : mort du duc de Parme[23]. 
  - Mansfeld devient gouverneur des Pays-Bas[24].
  - Ranuce Ier Farnèse monte sur le trône du duché de Parme[23].

## Naissances en 1592
- 5 janvier : Shâh Jahân, empereur moghol des Indes († 22 janvier 1666).
- 22 janvier : Pierre Gassendi, mathématicien, philosophe, théologien et astronome français († 24 octobre 1655).
- 23 février : Balthazar Gerbier, homme de cour, diplomate, conseiller artistique, miniaturiste et architecte anglo-néerlandais († 1663).
- 16 août : Wybrand de Geest, peintre néerlandais († vers 1661).
- 5 septembre : Jacopo Vignali, peintre italien de l'école florentine († 3 août 1664).
- 30 octobre : Giulio Benso, peintre italien († 1668).
- novembre : Paul Hay du Chastelet, écrivain et académicien français, Fauteuil 20 († 26 avril 1636)[25].

- Date précise inconnue :
  - Jacques Callot, dessinateur et graveur lorrain († 24 mars 1635).
  - Wang Shimin, peintre chinois († 1680).

- Vers 1592 :
- Claes Cornelisz. Moeyaert, peintre néerlandais († 26 août 1655).

## Décès en 1592
- 5 janvier : Guillaume de Clèves, duc de Gueldre et comte de Zutphen 1538-1543, duc de Clèves et comte de la Marck 1539 à sa mort, duc de Juliers (Guillaume IX), de Berg (Guillaume IV) et comte de Ravensberg 1543 à sa mort (° 28 juillet 1516).
- 6 janvier : Juan Hurtado de Mendoza, cardinal espagnol (° 1548).
- 16 janvier : Jean-Casimir du Palatinat, troisième fils de Frédéric III du Palatinat et de Marie de Brandebourg-Culmbach (° 7 mars 1543).
- 22 janvier : Elisabeth d'Autriche, Reine de France et Archiduchesse d'Autriche (° 5 juillet 1554)[26].
- 27 janvier : Giovanni Paolo Lomazzo, peintre italien (° 26 avril 1538).
- ? janvier : Battista Negrone, soixante-dix-septième doge de Gênes (° 1530).

- 7 février : Gerolamo della Rovere, cardinal italien, archevêque de l'archidiocèse de Turin (° 1528).
- 12 février : Bernard de Nogaret, aristocrate et militaire français (° 1553).
- 13 février : Jacopo Bassano, peintre maniériste italien de l'école vénitienne (° 1510).

- 5 mars : Hermann de Schaumbourrg, évêque élu de Minden (° 1er novembre 1545).
- 10 mars : Michiel Coxcie, peintre flamand (° 1499).
- 20 mars : Pedro Luis Garceran de Borja, noble espagnol,  marquis de Navarrés et quatorzième et dernier maître de l’Ordre de Montesa (° 1528).
- 22 mars : Jean VII de Mecklembourg-Schwerin, duc de Mecklembourg-Schwerin (° 7 mars 1558).

- 5 avril : Jerónimo Cósida, peintre, sculpteur, architecte et orfèvre espagnol (° vers 1510).
- 8 avril :
  - Georges-Jean de Palatinat-Veldenz, membre de la branche cadette de la Maison palatine de Wittelsbach, celle de Deux-Ponts et Neubourg (° 11 avril 1543).
  - Dorothée-Suzanne de Simmern, princesse de l'électorat du Palatinat et par mariage duchesse de Saxe-Weimar (° 15 novembre 1544).
- 11 avril : Johannes Clajus, pédagogue, grammairien et théologien protestant allemand (° 24 juin 1535).
- 13 avril : Bartolomeo Ammannati, architecte et un sculpteur de l'école florentine (° 18 juin 1511).
- 21 avril : Christophe de Hohenzollern-Haigerloch, Comte de Hohenzollern-Haigerloch (° 20 mars 1552).

- 17 mai : Pascal Baylon, célèbre pour sa dévotion à la Sainte Eucharistie (° 17 mai 1540).
- 26 mai : Dirck Barendsz, peintre néerlandais (° 1534).
- 29 mai : André Provana de Leyni, homme d'État et chef militaire des États de Savoie (° 1511).
- ? mai : Thomas Cavendish, navigateur et corsaire anglais (° mai 1560).

- 4 juin : François de Montpensier, prince du sang de la maison de Bourbon (° 1542).
- 9 juin : Françoise Babou de la Bourdaisière, aristocrate française, mère de Gabrielle d'Estrées (° 1542).
- 13 juin : Albert Radziwiłł,  grand maréchal de Lituanie (° 8 mars 1558).
- 17 juin : Ernest-Louis de Poméranie, duc de Poméranie (° 20 novembre 1545).

- 1er juillet : Marc'Antonio Ingegneri, compositeur italien (° 1535).
- 4 juillet : Francesco Bassano le Jeune, peintre maniériste italien de l'école vénitienne (° 26 janvier 1549).
- 6 juillet : Jean-Georges d'Oława, duc d'Oława et de Wołów (° 17 juin 1552).
- 26 juillet : Armand de Gontaut-Biron, maréchal de France (° 1524).

- 20 août : Guillaume de Brunswick-Lunebourg, duc de Brunswick-Lunebourg et prince de Lunebourg (° 4 juillet 1535).
- 21 août : Geoffroy de Vivans, chef militaire français (° 18 novembre 1543).
- 25 août : Guillaume IV de Hesse-Cassel, landgrave de Hesse-Cassel (° 24 juin 1532).

- 3 septembre : Robert Greene, dramaturge, poète et pamphletiste anglais (° 11 juillet 1558).
- 9 septembre : Jean Palerne, écrivain, poète et voyageur français (° 1557).
- 13 septembre : Michel de Montaigne, écrivain et philosophe français, auteur des Essais (° 28 février 1533).

- 13 octobre : Nicolò Doria, soixante-douzième doge de Gênes (° 1525).
- 15 octobre : Jean Vendeville, professeur de droit et évêque de Tournai (° 24 juin 1527).
- 19 octobre : Antoine Scipion de Joyeuse, religieux français (° vers 1565).
- 20 octobre : Jean Jérôme Doménech, jésuite espagnol (° 1516).
- 28 octobre :
  - Augier Busbeck, diplomate et botaniste flamand (° 1522).
  - Nomi Munekatsu, samouraï des époques Sengoku et Azumi Momoyama au service du clan Mori et obligé direct de Kobayakawa Takakage (° 1527).

- 1er novembre : Hugolin Martelli, prélat et humaniste italien (° 1519).
- 2 novembre : Moderata Fonte, femme de lettres vénitienne (° 15 juin 1555).
- 17 novembre : Jean III, roi de Suède (° 20 décembre 1537).
- 24 novembre : Kanō Shōei, peintre japonais de l'école de peinture Kanō (° 1519).
- 27 novembre :
  - Giulio Canani, cardinal italien (° 1524).
  - Nakagawa Hidemasa, commandant samouraï de l'époque Azuchi Momoyama (° 1568).

- 2 décembre : Alexandre Farnèse, noble italien, troisième duc de Parme et Plaisance, quatrième duc de Castro, et gouverneur des Pays-Bas espagnols (° 27 août 1545, 47 ans)[23].
- 13 décembre : Philippe de Lenoncourt, cardinal français (° 1527).
- 17 décembre : Vincenzo Lauro, cardinal italien (° 23 mars 1523).
- 27 décembre : Kōsa, 11e chef du Hongan-ji de Kyoto et abbé en chef du Ishiyama Hongan-ji (° 20 février 1543).

- Date précise inconnue :
  - Jérôme d'Avost, poète français (° 1558).
  - Jeong Bal, capitaine de la marine coréenne de la période Joseon (° 25 mai 1553).
  - Camillo Ballini,  peintre maniériste italien (° 1540).
  - Nicolas de Cholières, écrivain français (° 1509).
  - Jean-Antoine d'Anglerais, surnommé Chicot, bouffon des rois Henri III et Henri IV (° vers 1540).
  - Alessandro Fei, peintre maniériste italien de l'école florentine de l'atelier de Ghirlandaio (° 1543).
  - Guillaume de Joyeuse, vicomte de Joyeuse, seigneur de Saint-Didier et de Laudun (° 1520).
  - François Grudé, dit Sieur de la Croix du Maine, bibliographe français, assassiné à Tours (° 1552).
  - Hans Hoffmann, peintre allemand (° 1530, † 1591 ou 1592).
  - David Kandel, artiste allemand (° 1520).
  - Kim Si-Min, général coréen (° 1554).
  - Kunkhyen Pema Karpo, quatrième Gyalwang Drukpa du bouddhisme tibétain (° 1527).
  - Pastorino dei Pastorini, peintre, sculpteur et médailliste italien (° vers 1508).
  - Pedro Sarmiento de Gamboa, explorateur, scientifique, historien et humaniste espagnol (° 1532).
  - Uemura Masakatsu, samouraï de l'époque Sengoku (° 1535).
  - Servaes van der Meulen, compositeur et organiste de l'école franco-flamande (° 1525).